# Ndolwa
Ndolwa è una circoscrizione rurale (rural ward) della Tanzania situata nel distretto rurale di Handeni, regione di Tanga. Conta una popolazione di 23 317 abitanti (censimento 2012).